# Фильмография Лона Чейни
Фильмография американского актёра Лона Чейни (1883—1930) содержит работы в немых фильмах, в которых он участвовал на протяжении 17 лет своей актёрской карьеры. Начиная со своего дебюта в кино в 1913 году и вплоть до своего последнего участия в 1930 году, Чейни сыграл в более чем ста пятидесяти фильмах, большинство из которых в настоящее время считаются утерянными.
Его первое появление на экране состоялось в комедийном фильме «Кончина бедного Джейка», выпущенной кинокомпанией Universal в 1913 году. Большинство его ранних работ представляли собой короткометражные ленты, длиной от одной до трёх катушек плёнки, на производство которых могло уходить всего несколько дней. В таких фильмах Чейни изображал полицейских, ковбоев, самогонщиков, иностранцев и разных злодеев, что позволяло ему экспериментировать с различными типами грима и образами. В период с 1914 по 1918 год он снялся в шестидесяти четырёх фильмах под руководством супружеской пары — режиссёра Джозефа Де Грасса и сценаристки Иды Мэй Парк, которые поощряли его стремление исполнять характерные роли на экране. Кроме того, Чейни пробовал свои силы в режиссуре и написал сценарий для нескольких кинолент, включая «Устричное судно» (1915) и «Тайну дымовой трубы» (1915). Свою первую заметную роль в кино Чейни получил в картине Уильяма Харта «Победа Гауна» (1918), сыграв главаря банды грабителей Хэма Боззама. Однако прорывной для него стала роль подставного калеки по прозвищу «Лягушка» в драматическом фильме 1919 года «Чудотворец». Фильм стал хитом и пользовался успехом у критиков и зрителей.
К началу 1920-х годов Чейни стал одним из ведущих характерных актёров и мастером грима. Его растущее мастерство гримирования и способность причудливо изгибать свое тело было продемонстрировано в картине «Наказание» (1920), где он сыграл криминального авторитета Близзарда, который жаждет отомстить хирургу, по неопытности лишившему его ног. Для съемок актёром была разработана конструкция, позволяющая зафиксировать ноги в согнутом положении с помощью ремней, после чего прижатые колени помещались в кожаные культи, что создавало эффект отсутствия ног ниже колена. Несмотря на неоднозначную реакцию критиков на фильм, они высоко оценили игру Чейни. Среди других заметных киноролей актёра того периода: добросердечный охотник Гаспар в «Ловушка» (1922), скупщик краденого Фейгин в «Оливер Твист» (1922), китайский прачечник Йен Син в «Тени» (1922) и двойная роль хирурга-экспериментатора доктора Лэмба и человека-обезьяны в «Сделке вслепую» (1922). За свое умение кардинально менять внешность с помощью сложного грима и различных приспособлений Чейни получил прозвище «Человек с тысячью лиц».
Одной из лучших экранных работ актёра стала роль уродливого глухого звонаря в фильме «Горбун из Норт-Дама» (1923) снятый по роману Виктора Гюго «Собор Парижской Богоматери». На съемки киноленты было потрачено 1,25 млн долларов, что сделало её не только самой масштабной постановкой, в которой когда-либо участвовал Чейни, но и одним из самых дорогостоящих проектов компании Universal на тот момент. Роль Квазимодо принесла актёру международное признание. Следующая известная роль в карьере Чейни — Эрик «Призрак» в фильме «Призрак Оперы» (1925) по одноименному произведению Гастона Леру. В этой картине он предстал в образе иллюзиониста и музыканта-самоучки с изуродованной внешностью, живущего в катакомбах Парижского оперного театра и одержимого любовью к молодой певице. По прошествии времени большинство историков кино относят фильм к числу величайших фильмов всех времен, а в 1998 году был внесён в Национальный реестр фильмов Библиотеки Конгресса США.
Во второй половине 1920-х годов актёра связывало длительное сотрудничество с режиссёром Тодом Браунингом. Впервые они начали работать вместе на съемках криминальных драм «Испорченная милашка» (1919) и «Вне закона» (1920). Спустя несколько лет Чейни вновь объединился с режиссёром для работы над фильмом «Несвятая троица» (1925), вышедшего на Metro-Goldwyn-Mayer, где он появился в роли чревовещателя-мошенника, который ради аферы притворяется милой старушкой. Коммерческий успех этой картины стал основой для их следующих проектов, включая криминальные фильмы «Дрозд» (1926) и «Большой город» (1928), драму «Дорога на Мандалай» (1926), а также фильмы с элементами ужаса: «Неизвестный» (1927), «Лондон после полуночи» (1927) и «Запад Занзибара» (1928). Вышедший в 1929 году кинофильм «Восток есть восток» стал десятой и последней совместной работой Чейни и Браунинга.
На закате эпохи немого кино Чейни продолжал сниматься в ряде успешных фильмов. К числу его поздних работ относятся романтическая драма «Скажите это морякам» (1926), где предстал в образе сержанта О’Хара, драматический фильм «Мистер Ву» (1927) в роли мстительного мандарина Ву и его дедушки, мелодрама «Смейся, клоун, смейся» (1928) в роли клоуна Тито и романтический фильм «Гром» (1929) в роли пожилого железнодорожного инженера Грампи Андерсона. Последним и единственным звуковым фильмом с участием Чейни стал ремейк криминальной мелодрамы Браунинга «Несвятая троица», снятый Джеком Конуэем в 1930 году.

## Фильмография в кинематографе

### Полнометражные фильмы
| Год  |   | Русское название                 | Оригинальное название                 | Роль                                                                                     |
| ---- | - | -------------------------------- | ------------------------------------- | ---------------------------------------------------------------------------------------- |
| 1915 | ф | Отец и мальчики                  | англ. Father and the Boys             | Так Бартоломью / (англ. Tuck Bartholomew) утер. фил.                                     |
| 1915 | ф | Во власти ревности               | англ. The Grip of Jealousy            | Сайлас Лейси / (англ. Silas Lacey) утер. фил.                                            |
| 1916 | ф | Запутанные сердца                | англ. Tangled Hearts                  | Джон Хаммонд / (англ. John Hammond) част. утер. фил.                                     |
| 1916 | ф | Позолоченный паук                | англ. The Gilded Spider               | Джованни / (англ. Giovanni) утер. фил.                                                   |
| 1916 | ф | Бобби из балета                  | англ. Bobbie of the Ballet            | Хук Гувер / (англ. Hook Hoover) утер. фил.                                               |
| 1916 | ф | В когтях жадности                | англ. The Grasp of Greed              | Джимми / (англ. Jimmie) непол. фил.                                                      |
| 1916 | ф | Знак Каина                       | англ. The Mark of Cain                | Дик Темпл / (англ. Dick Temple) част. утер. фил.                                         |
| 1916 | ф | Если меня призовёт моя страна    | англ. If My Country Should Call       | доктор Джордж Ардрат / (англ. Dr. George Ardrath) непол. фил.                            |
| 1916 | ф | Местечко вне досягаемости ветров | англ. The Place Beyond the Winds      | Джерри Джо / (англ. Jerry Jo) непол. фил.                                                |
| 1916 | ф | Цена молчания                    | англ. The Price of Silence            | доктор Эдмонд Стаффорд / (англ. Dr. Edmond Stafford)                                     |
| 1917 | ф | Цена волынщика                   | англ. The Piper's Price               | Билли Килмартин / (англ. Billy Kilmartin) утер. фил.                                     |
| 1917 | ф | Девушка Хэла Моргана             | англ. Hell Morgan's Girl              | Слетер Нобль / (англ. Sleter Noble) утер. фил.                                           |
| 1917 | ф | Девушка в клетчатом пальто       | англ. The Girl in the Checkered Coat  | Гектор Мейтленд / (англ. Hector Maitland) утер. фил.                                     |
| 1917 | ф | Сигнальный огонь                 | англ. The Flashlight                  | Генри Нортон / Портер Брикстон / (англ. Henry Norton / Porter Brixton) утер. фил.        |
| 1917 | ф | Кукольный дом                    | англ. A Doll's House                  | Нильс Крогстад / (англ. Nils Krogstad) утер. фил.                                        |
| 1917 | ф | Пламя бунтарства                 | англ. Fires of Rebellion              | Рассел Хэнлон / (англ. Russell Hanlon) утер. фил.                                        |
| 1917 | ф | Спасение                         | англ. The Rescue                      | Томас Холланд / (англ. Thomas Holland) утер. фил.                                        |
| 1917 | ф | Заплати мне                      | англ. Pay Me!                         | Джо Лоусон / (англ. Joe Lawson)                                                          |
| 1917 | ф | Триумф                           | англ. Triumph                         | Пол Нейхофф / (англ. Paul Neihoff) непол. фил.                                           |
| 1917 | ф | Что угодно один раз              | англ. Anything Once                   | Вонт Мор / (англ. Waughnt Moore) утер. фил.                                              |
| 1917 | ф | Алая машина                      | англ. The Scarlet Car                 | Пол Ревер Форбс / (англ. Paul Revere Forbes)                                             |
| 1918 | ф | Бродвейская любовь               | англ. Broadway Love                   | Элмер Уоткинс / (англ. Elmer Watkins)                                                    |
| 1918 | ф | Великая страсть                  | англ. The Grand Passion               | Пол Аргос / (англ. Paul Argos) утер. фил.                                                |
| 1918 | ф | Кайзер. Берлинское животное      | англ. The Kaiser, the Beast of Berlin | Бетман-Гольвег / (англ. Bethmann-Hollweg) утер. фил.                                     |
| 1918 | ф | Крепкая компания                 | англ. Fast Company                    | Дэн Маккарти / (англ. Dan McCarty) утер. фил.                                            |
| 1918 | ф | Бродвейский скандал              | англ. A Broadway Scandal              | «Причудливый» Колби / (англ. «Kink» Colby) утер. фил.                                    |
| 1918 | ф | Победа Гауна                     | англ. Riddle Gawne                    | Хэм Боззам / (англ. Hame Bozzam) непол. фил.                                             |
| 1918 | ф | Эта чёртова Бетиз                | англ. That Devil, Bateese             | Луи Курто / (англ. Louis Courteau) утер. фил.                                            |
| 1918 | ф | Об этом говорит весь город       | англ. The Talk of the Town            | Джек Лэншом (по другим данным Лэнгхорн) / (англ. Jack Lanchome (Langhorne)) утер. фил.   |
| 1918 | ф | Опасность, не спешить            | англ. Danger, Go Slow                 | Бад / (англ. Bud) утер. фил.                                                             |
| 1919 | ф | Ненастоящие лица                 | англ. The False Faces                 | Карл Экстром / (англ. Karl Eckstrom)                                                     |
| 1919 | ф | Испорченная милашка              | англ. The Wicked Darling              | Ступ Коннорс / (англ. Stoop Connors)                                                     |
| 1919 | ф | Родина                           | англ. A Man's Country                 | «Трехкарточный» Данкан / (англ. «Three Card» Duncan) част. утер. фил.                    |
| 1919 | ф | Уплачено вперёд                  | англ. Paid in Advance                 | Батис Ле Блан / (англ. Bateese Le Blanc)                                                 |
| 1919 | ф | Чудотворец                       | англ. The Miracle Man                 | «Лягушка» / (англ. «The Frog») част. утер. фил.                                          |
| 1919 | ф | Когда Задира стал трезвенником   | англ. When Bearcat Went Dry           | Киндард Пауэрс / (англ. Kindard Powers)                                                  |
| 1919 | ф | Победа                           | англ. Victory                         | Рикардо / (англ. Ricardo)                                                                |
| 1919 | ф | Отчаянный Джек[A]                | англ. Daredevil Jack                  | Ройс Риверс / (англ. Royce Rivers) непол. фил.                                           |
| 1920 | ф | Остров сокровищ                  | англ. Treasure Island                 | пират Слепой Пью / пират Мэрри / (англ. pirate Blind Pew / pirate Merry) утер. фил.      |
| 1920 | ф | Великий дар                      | англ. The Gift Supreme                | Мерни Стагг / (англ. Merney Stagg) непол. фил.                                           |
| 1920 | ф | Бродяги севера                   | англ. Nomads of the North             | Рауль Челлонер / (англ. Raoul Challoner)                                                 |
| 1920 | ф | Наказание                        | англ. The Penalty                     | Близзард / (англ. Blizzard)                                                              |
| 1921 | ф | Вне закона                       | англ. Outside the Law                 | «Чёрный Майк» Сильва / Ах Уинг / (англ. «Black Mike» Silva / Ah Wing)                    |
| 1921 | ф | Ради тех, кого мы любим          | англ. For Those We Love               | Трикс Ульнер / (англ. Trix Ulner) утер. фил.                                             |
| 1921 | ф | Эпизоды жизни                    | англ. Bits of Life                    | Чинь Гоу / (англ. Chin Gow) утер. фил.                                                   |
| 1921 | ф | Туз червей                       | англ. The Ace of Hearts               | Фараллон / (англ. Farallone)                                                             |
| 1922 | ф | Ловушка                          | англ. The Trap                        | Гаспар / (англ. Gaspard)                                                                 |
| 1922 | ф | Голоса города                    | англ. Voices of the City              | «Рэд» О’Рурк / (англ. «Red» O'Rourke) утер. фил.                                         |
| 1922 | ф | Плоть и кровь                    | англ. Flesh and Blood                 | Дэвид Вэбстер / (англ. David Webster)                                                    |
| 1922 | ф | Свет во тьме                     | англ. The Light in the Dark           | Тони Пантелли / (англ. Tony Pantelli)                                                    |
| 1922 | ф | Оливер Твист                     | англ. Oliver Twist                    | Фейгин / (англ. Fagin)                                                                   |
| 1922 | ф | Тени                             | англ. Shadows                         | Йен Син / (англ. Yen Sin)                                                                |
| 1922 | ф | Куинси Адамс Сойер               | англ. Quincy Adams Sawyer             | Обадия Страут / (англ. Obadiah Strout) утер. фил.                                        |
| 1922 | ф | Сделка вслепую                   | англ. A Blind Bargain                 | доктор Артур Лэмб / человек-обезьяна / (англ. Dr. Arthur Lamb / The Ape Man) утер. фил.  |
| 1923 | ф | Все братья были отважны          | англ. All the Brothers Were Valiant   | Марк Шор / (англ. Mark Shore) част. утер. фил.                                           |
| 1923 | ф | Пока спит Париж                  | англ. While Paris Sleeps              | Анри Сантадос / (англ. Henri Santados) утер. фил.                                        |
| 1923 | ф | Шок                              | англ. The Shock                       | Уилс Диллинг / (англ. Wilse Dilling)                                                     |
| 1923 | ф | Горбун из Нотр-Дама              | англ. The Hunchback of Notre Dame     | Квазимодо / (англ. Quasimodo)                                                            |
| 1924 | ф | На следующем углу                | англ. The Next Corner                 | Хуан Серафин / (англ. Henri Santados) утер. фил.                                         |
| 1924 | ф | Тот, кто получает пощёчины       | англ. He Who Gets Slapped             | Пол Бомонт / (англ. Paul Beaumont)                                                       |
| 1925 | ф | Монстр                           | англ. The Monster                     | доктор Густав Зиска / (англ. Dr. Gustave Ziska)                                          |
| 1925 | ф | Несвятая троица                  | англ. The Unholy Three                | Эко / миссис О’Грейди / (англ. Echo / Mrs. O'Grady)                                      |
| 1925 | ф | Призрак Оперы                    | англ. The Phantom of the Opera        | Эрик / (англ. Erik)                                                                      |
| 1925 | ф | Башня лжи                        | англ. The Tower of Lies               | Ян / (англ. Jan) утер. фил.                                                              |
| 1926 | ф | Дрозд                            | англ. The Blackbird                   | Дэн Тейт «Дрозд» / «Епископ» / (англ. Dan Tate «The Blackbird» / «The Bishop»)           |
| 1926 | ф | Дорога на Мандалай               | англ. The Road to Mandalay            | Сингапур Джо / (англ. Singapore Joe) непол. фил.                                         |
| 1926 | ф | Скажите это морякам              | англ. Tell It to the Marines          | cержант О’Хара / (англ. Sergeant O'Hara)                                                 |
| 1927 | ф | Мистер Ву                        | англ. Mr. Wu                          | мистер Ву / дедушка Ву / (англ. Mr. Wu / Grandfather Wu)                                 |
| 1927 | ф | Неизвестный                      | англ. The Unknown                     | Алонзо / (англ. Alonzo)                                                                  |
| 1927 | ф | Пародия                          | англ. Mockery                         | Сергей / (англ. Sergei)                                                                  |
| 1927 | ф | Лондон после полуночи            | англ. London After Midnight           | инспектор Эдвард Бёрк / Вампир / (англ. Inspector Edward Burke / The Vampire) утер. фил. |
| 1928 | ф | Большой город                    | англ. The Big City                    | Чак Коллинз / (англ. Chuck Collins) утер. фил.                                           |
| 1928 | ф | Смейся, клоун, смейся            | англ. Laugh, Clown, Laugh             | Тито / (англ. Tito) непол. фил.                                                          |
| 1928 | ф | Когда город спит                 | англ. While the City Sleeps           | Дэн Коглан / (англ. Dan Coghlan) непол. фил.                                             |
| 1928 | ф | Запад Занзибара                  | англ. West of Zanzibar                | Фрозо / (англ. Phroso)                                                                   |
| 1929 | ф | Восток есть восток               | англ. Where East Is East              | Тайгер Хейнс / (англ. Tiger Haynes)                                                      |
| 1929 | ф | Гром                             | англ. Thunder                         | Грампи Андерсон / (англ. Grumpy Anderson) част. утрач. фил.                              |
| 1930 | ф | Несвятая троица                  | англ. The Unholy Three                | Эко / миссис О’Грейди / (англ. Echo / Mrs. O'Grady)                                      |

- A ↑ Киносериал.

### Короткометражные фильмы
| Год  |     | Русское название                     | Оригинальное название                     | Роль |
| ---- | --- | ------------------------------------ | ----------------------------------------- | --- |
| 1913 | кор | Кончина бедного Джейка               | англ. Poor Jake's Demise                  | Вилли «Пижон» Молликоддл / (англ. Willy «The Dude» Mollycoddle) част. утер. фил.                               |
| 1913 | кор | Морской ёж                           | англ. The Sea Urchin                      | Барнакл Билл / (англ. Barnacle Bill) утер. фил.                                                                |
| 1913 | кор | Красная лента милосердия             | англ. The Blood Red Tape of Charity       | еврейский ростовщик / (англ. Jewish pawnbroke) утер. фил.                                                      |
| 1913 | кор | Волынщик Шон                         | англ. Shon the Piper                      | шотландский клановец (не указан в титрах) / (англ. Scottish clansman) утер. фил.                               |
| 1913 | кор | Западня                              | англ. The Trap                            | Лон (не указан в титрах) / (англ. lon) утер. фил.                                                              |
| 1913 | кор | Беспокойный дух                      | англ. The Restless Spirit                 | русский граф / дикарь (не указан в титрах) / (англ. Russian Count / Wild Man) утер. фил.                       |
| 1913 | кор | Слон в его руках                     | англ. An Elephant on His Hands            | Эдди / (англ. Eddie) утер. фил.                                                                                |
| 1913 | кор | Почти актриса                        | англ. Almost an Actress                   | оператор / (англ. Сameraman) утер. фил.                                                                        |
| 1913 | кор | Обратно к жизни                      | англ. Back to Life                        | соперник / (англ. The Rival) утер. фил.                                                                        |
| 1913 | кор | Рыжая Маргарет, самогонщица          | англ. Red Margaret, Moonshiner            | Лон / (англ. lon) утер. фил.                                                                                   |
| 1913 | кор | Ищейки с севера                      | англ. Bloodhounds of the North            | конный полицейский Лон / (англ. Lon, A Mountie) утер. фил.                                                     |
| 1914 | кор | Ложь                                 | англ. The Lie                             | молодой Макгрегор / (англ. Young MacGregor) утер. фил.                                                         |
| 1914 | кор | Честь конника                        | англ. The Honor of the Mounted            | Жак Лакокс / (англ. Jacques Laquox) утер. фил.                                                                 |
| 1914 | кор | Помните Марию Магдалину              | англ. Remember Mary Magdalen              | недоумок / (англ. The half-wit) утер. фил.                                                                     |
| 1914 | кор | Раздор и гармония                    | англ. Discord and Harmony                 | скульптор / (англ. The Sculptor) утер. фил.                                                                    |
| 1914 | кор | Угроза Карлотте                      | англ. The Menace to Carlotta              | Джованни Бартольди / (англ. Giovanni Bartholdi) утер. фил.                                                     |
| 1914 | кор | Казнокрад                            | англ. The Embezzler                       | Джей Роджер Диксон / (англ. J. Roger Dixon) утер. фил.                                                         |
| 1914 | кор | Агнец, Женщина, Волк                 | англ. The Lamb, the Woman, the Wolf       | «Волк» / (англ. «The Wolf») утер. фил.                                                                         |
| 1914 | кор | Конец вражде                         | англ. The End of the Feud                 | Вуд Доусон / (англ. Wood Dawson) утер. фил.                                                                    |
| 1914 | кор | Трагедия «Шепчущего ручья»           | англ. The Tragedy of Whispering Creek     | «Гризер» / (англ. «The Greaser»)                                                                               |
| 1914 | кор | Незаконная торговля                  | англ. The Unlawful Trade                  | полукровка / (англ. The Half-Breed) утер. фил.                                                                 |
| 1914 | кор | Запретная комната                    | англ. The Forbidden Room                  | Джон Моррис / (англ. John Morris) утер. фил.                                                                   |
| 1914 | кор | Старый сапожник                      | англ. The Old Cobbler                     | Дикий Билл / (англ. Wild Bill) утер. фил.                                                                      |
| 1914 | кор | Романтика на ранчо                   | англ. A Ranch Romance                     | Рафаэль Праз / (англ. Raphael Praz) утер. фил.                                                                 |
| 1914 | кор | Надежды «Слепой аллеи»               | англ. The Hopes of Blind Alley            | итальянский продавец / (англ. The Italian Vendor) утер. фил.                                                   |
| 1914 | кор | Её смертельная ошибка                | англ. Her Grave Mistake                   | Нуньес / (англ. Nunez) утер. фил.                                                                              |
| 1914 | кор | Лучами солнца                        | англ. By the Sun's Rays                   | Фрэнк Лоулер / (англ. Frank Lawler)                                                                            |
| 1914 | кор | Потайная темница                     | англ. The Oubliette                       | Шевалье Бертран де ла Пейн / (англ. Chevalier Bertrand de la Payne)                                            |
| 1914 | кор | Шахтёрский роман                     | англ. A Miner's Romance                   | Джон Бёрнс / (англ. John Burns) утер. фил.                                                                     |
| 1914 | кор | Её щедрость                          | англ. Her Bounty                          | Фред Говард / (англ. Fred Howard) утер. фил.                                                                   |
| 1914 | кор | Высший закон                         | англ. The Higher Law                      | сэр Стивен / (англ. Sir Stephen) утер. фил.                                                                    |
| 1914 | кор | Ришельё                              | англ. Richelieu                           | Барадас / (англ. Baradas) утер. фил.                                                                           |
| 1914 | кор | Флейта Пана                          | англ. The Pipes o' Pan                    | Артур Фаррелл / (англ. Arthur Farrell) утер. фил.                                                              |
| 1914 | кор | Добродетель — сама себе награда      | англ. Virtue Is Its Own Reward            | Данкан Бронсон / (англ. Duncan Bronson) утер. фил.                                                             |
| 1914 | кор | Её история жизни                     | англ. Her Life's Story                    | Дон Валаскес / (англ. Don Valesquez) утер. фил.                                                                |
| 1914 | кор | Девушка из маленького городка        | англ. A Small Town Girl                   | сводник / (англ. The Procurer) утер. фил.                                                                      |
| 1914 | кор | Огни и тени                          | англ. Lights and Shadows                  | Бентли / (англ. Bentley) утер. фил.                                                                            |
| 1914 | кор | Лев, Ягненок, Мужчина                | англ. The Lion, the Lamb, the Man         | Фред Браун «Лев» / (англ. Fred Brown «The Lion»)                                                               |
| 1914 | кор | Ночь ужасов                          | англ. A Night of Thrills                  | посетитель / (англ. The Visitor) утер. фил.                                                                    |
| 1914 | кор | Её побег                             | англ. Her Escape                          | Пит / (англ. Pete) утер. фил.                                                                                  |
| 1915 | кор | Грех Ольги Брандт                    | англ. The Sin of Olga Brandt              | Стивен Лесли / (англ. Stephen Leslie) утер. фил.                                                               |
| 1915 | кор | Звезда моря                          | англ. The Star of the Sea                 | Томаско / (англ. Tomasco) утер. фил.                                                                           |
| 1915 | кор | Показатель человека                  | англ. The Measure of a Man                | конный лейтенант Джим Стюарт / (англ. Mountie Lt. Jim Stuart) утер. фил.                                       |
| 1915 | кор | Нити судьбы                          | англ. The Threads of Fate                 | граф / (англ. The Count) утер. фил.                                                                            |
| 1915 | кор | Когда боги играли в «Ловушку»        | англ. When the Gods Played a Badger Game  | реквизитор Джо / (англ. Joe, the Property Man) утер. фил.                                                      |
| 1915 | кор | Такова жизнь                         | англ. Such Is Life                        | Тод Уилкс / (англ. Tod Wilkes) утер. фил.                                                                      |
| 1915 | кор | Там, где заканчивается лес           | англ. Where the Forest Ends               | Пол Рошель / (англ. Paul Rouchelle) утер. фил.                                                                 |
| 1915 | кор | За воротами                          | англ. Outside the Gates                   | Перес / (англ. Perez) утер. фил.                                                                               |
| 1915 | кор | Всё для Пэгги                        | англ. All for Peggy                       | конюх Сет Болдуин / (англ. Seth Baldwin, The Stable Boy) утер. фил.                                            |
| 1915 | кор | Пустынный род                        | англ. The Desert Breed                    | Фред / (англ. Fred) утер. фил.                                                                                 |
| 1915 | кор | Дева тумана                          | англ. Maid of the Mist                    | Лин / (англ. Lin) утер. фил.                                                                                   |
| 1915 | кор | Девушка ночи                         | англ. The Girl of the Night               | Джерри / (англ. Jerry) утер. фил.                                                                              |
| 1915 | кор | Подсадная утка                       | англ. The Stool Pigeon                    | утер. фил. |
| 1915 | кор | Размолвка                            | англ. The Grind                           | Генри Лесли / (англ. Henry Leslie) утер. фил.                                                                  |
| 1915 | кор | Ради денег                           | англ. For Cash                            | утер. фил. |
| 1915 | кор | Идиллия на холмах                    | англ. An Idyll of the Hills               | Лейф Джеймсон / (англ. Lafe Jameson) утер. фил.                                                                |
| 1915 | кор | Сильнее разума                       | англ. The Stronger Mind                   | приятель мошенника / (англ. The Crook's Pal) утер. фил.                                                        |
| 1915 | кор | Устричное судно                      | англ. The Oyster Dredger                  | утер. фил. |
| 1915 | кор | Постоянная компания                  | англ. Steady Company                      | Джимми Форд / (англ. Jimmy Ford) утер. фил.                                                                    |
| 1915 | кор | Скрипичных дел мастер                | англ. The Violin Maker                    | Педро / (англ. Pedro) утер. фил.                                                                               |
| 1915 | кор | Доверие                              | англ. The Trust                           | Джим Мейсон / (англ. Jim Mason) утер. фил.                                                                     |
| 1915 | кор | Привязанные к колесу                 | англ. Bound on the Wheel                  | Том Кулахан / (англ. Tom Coulahan) утер. фил.                                                                  |
| 1915 | кор | Горное правосудие                    | англ. Mountain Justice                    | Джеффри Кирк / (англ. Jeffrey Kirke) утер. фил.                                                                |
| 1915 | кор | Быть в расчёте                       | англ. Quits                               | Френчи / (англ. Frenchy) утер. фил.                                                                            |
| 1915 | кор | Тайна дымовой трубы                  | англ. The Chimney's Secret                | Чарльз Хардинг / нищий старик / (англ. Charles Harding / The Old Beggar) утер. фил.                            |
| 1915 | кор | Месть Королевской сосны              | англ. The Pine's Revenge                  | Блэк Скотти / (англ. Black Scotty) утер. фил.                                                                  |
| 1915 | кор | Очарование флёр-де-лиса              | англ. The Fascination of the Fleur de Lis | герцог Сафульруга / (англ. The Duke of Safoulrug) непол. фил.                                                  |
| 1915 | кор | Увы и ах                             | англ. Alas and Alack                      | рыбак (муж Джесс) / «Горбатая Судьба» / (англ. The Fisherman (Jess’ husband) / The Hunchback Fate) непол. фил. |
| 1915 | кор | Искупление матери                    | англ. A Mother's Atonement                | Бен Моррисон / (англ. Ben Morrison) част. утер. фил.                                                           |
| 1915 | кор | Лон с одинокой горы                  | англ. Lon of Lone Mountain                | Лон Мур / (англ. Lon Moore) утер. фил.                                                                         |
| 1915 | кор | Нищие миллионеры                     | англ. The Millionaire Paupers             | Альберт Мартин / (англ. Albert Martin) част. утер. фил.                                                        |
| 1915 | кор | Под тенью                            | англ. Under a Shadow                      | ДеСеррис / (англ. DeSerris) утер. фил.                                                                         |
| 1915 | кор | Сильнее смерти                       | англ. Stronger Than Death                 | адвокат / (англ. Attorney) утер. фил.                                                                          |
| 1916 | кор | Сенсация Долли                       | англ. Dolly's Scoop                       | Дэн Фишер / (англ. Dan Fisher)                                                                                 |
| 1916 | кор | Феликс на работе                     | англ. Felix on the Job                    | Тод / (англ. Tod) утер. фил.                                                                                   |
| 1916 | кор | Обвинительные доказательства         | англ. Accusing Evidence                   | Лон / (англ. Lon) утер. фил.                                                                                   |
| 1917 | кор | Маска любви                          | англ. The Mask of Love                    | Марино / (англ. Marino) утер. фил.                                                                             |
| 1917 | кор | Пустой пистолет                      | англ. The Empty Gun                       | Фрэнк / (англ. Frank)                                                                                          |
| 1925 | док | Экскурсия по студии MGM 1925 года[A] | англ. 1925 Studio Tour                    | играл самого себя                                                                                              |
| 1927 | док | Жизнь в Голливуде[A]                 | англ. Life In Hollywood                   | играл самого себя                                                                                              |

- A ↑ ↑  Короткометражный документальный фильм.

## Ссылка
- Lon Chaney (англ.) на сайте Internet Movie Database
- Lon Chaney — Filmography (англ.). AllMovie.